# غلامحسین نادی
غلامحسین نادی نماینده حوزه نجف آباد استان اصفهان در مجالس اول و دوم شورای اسلامی بود. او عضو مجمع مدرسین و محققین حوزه علمیه قم است.
او از اعضای شورای هماهنگی جبهه اصلاحات قم می‌باشد و در انتخابات مجلس دهم از قم نامزد حضور در انتخابات مجلس شورای اسلامی شد.
| دوره نمایندگی | تعداد رای | درصد آراء |
| ------------- | --------- | --------- |
| اول           | ۶۴۴۰۵     | ۸۹٫۹      |
| دوم           | ۷۲٬۷۲۰    | ۸۹٫۹۰     |